# Ayuntamiento de Hong Kong

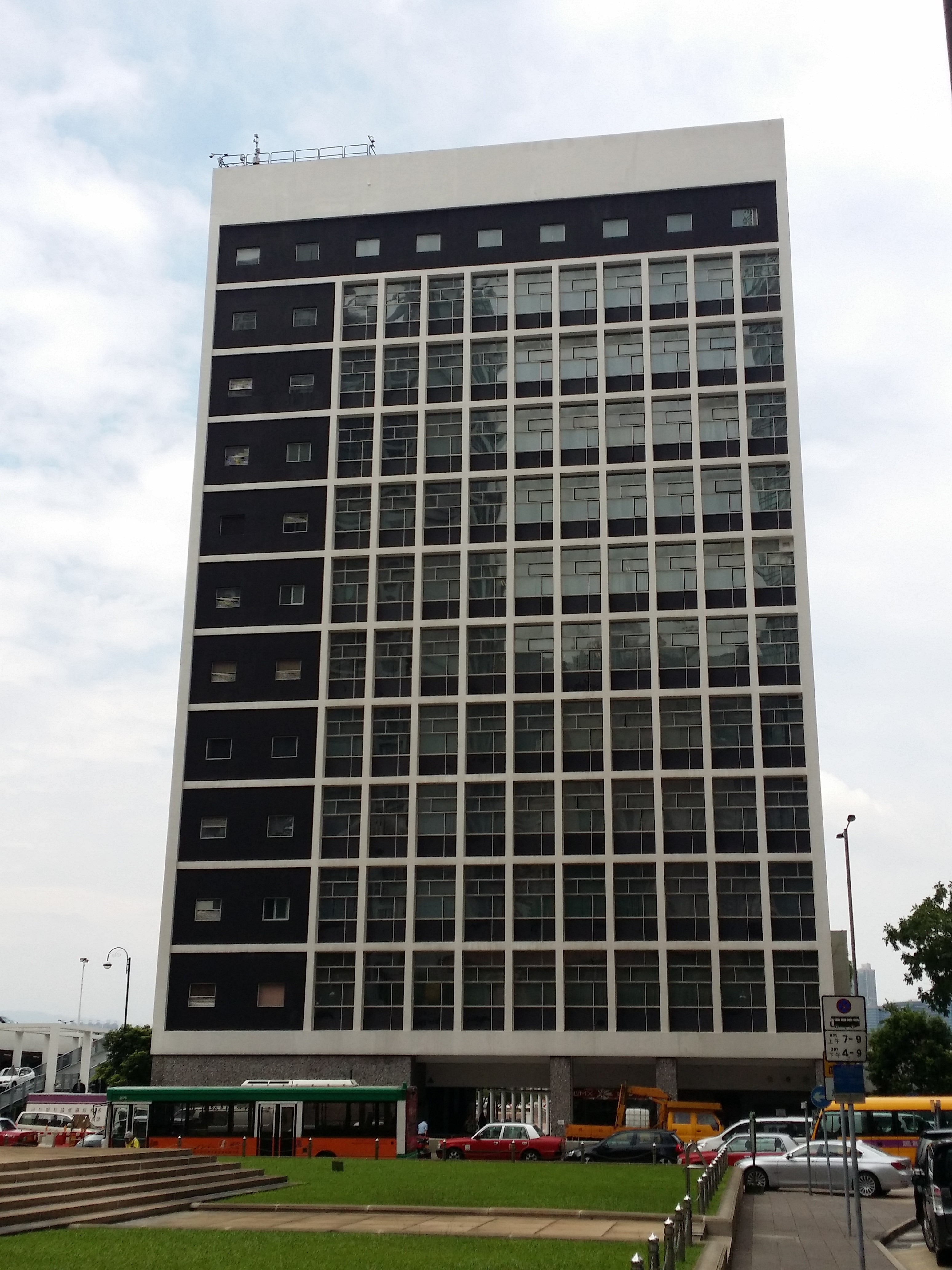
La fachada sur del edificio alto del Ayuntamiento desde Statue Square.

El Ayuntamiento de Hong Kong (en chino tradicional, 香港大會堂) es un edificio situado en Edinburgh Place, Central, Hong Kong, China. Dado que Hong Kong es una región administrativa especial y no una ciudad china normal, no tiene alcalde ni pleno municipal, por lo que el Ayuntamiento de Hong Kong no alberga las oficinas de un gobierno municipal, a diferencia de la mayor parte de ayuntamientos de todo el mundo, sino que es un complejo que proporciona servicios municipales, incluidas salas de artes escénicas y bibliotecas.
El edificio es gestionado por el Departamento de Ocio y Servicios Culturales del Gobierno de Hong Kong. El Consejo Urbano gestionó el Ayuntamiento y celebraba allí sus reuniones hasta su disolución en diciembre de 1999. Antes de su disolución, el Consejo Urbano servía como consejo municipal de la Isla de Hong Kong y Kowloon, y tenía su salón de plenos en el edificio bajo del Ayuntamiento.

## Primera generación

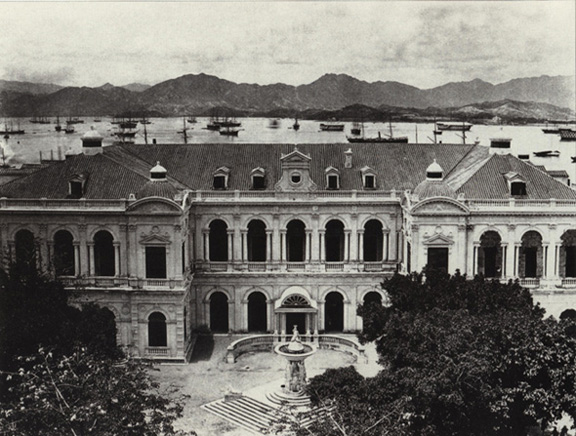
La fachada sur del Ayuntamiento de 1869, con la fuente de Dent en el centro.

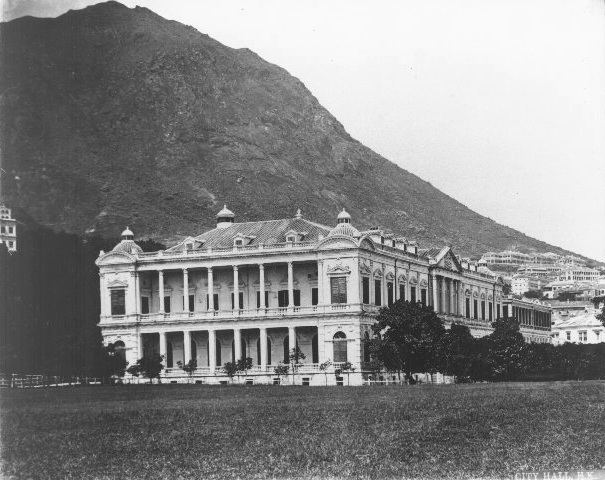
Vista oblicua de la fachada este del Ayuntamiento en torno a 1875.

El primer Ayuntamiento de Hong Kong, que existió desde 1869 hasta 1933, ocupaba las actuales parcelas del HSBC Building (parcialmente) y del Bank of China Building. Fue diseñado por el arquitecto francés Achille-Antoine Hermitte e inaugurado por el príncipe Alfredo, duque de Edimburgo, en una ceremonia realizada el 28 de junio de 1869.

### Diseño y uso
El Ayuntamiento fue construido en terrenos propiedad del gobierno, y para su construcción, que empezó en 1866, se recaudaron fondos mediante suscripción pública. El edificio, de dos plantas de altura, fue diseñado por Achille-Antoine Hermitte en estilo neorrenacentista, con cúpulas, columnatas y arcos. Entre las instalaciones disponibles para el uso de la comunidad local se encontraba un teatro, una biblioteca, un museo y salas de reuniones. Frente a la fachada principal del Ayuntamiento (lado sur) había una fuente, donada por Dent & Co.
Estos terrenos fueron adquiridos por The Hong Kong Bank en 1933 para construir la tercera generación de su sede, de manera que se derribó la parte occidental del Ayuntamiento. El resto del edificio fue demolido en 1947 para permitir la construcción del Bank of China Building.

## Segunda generación

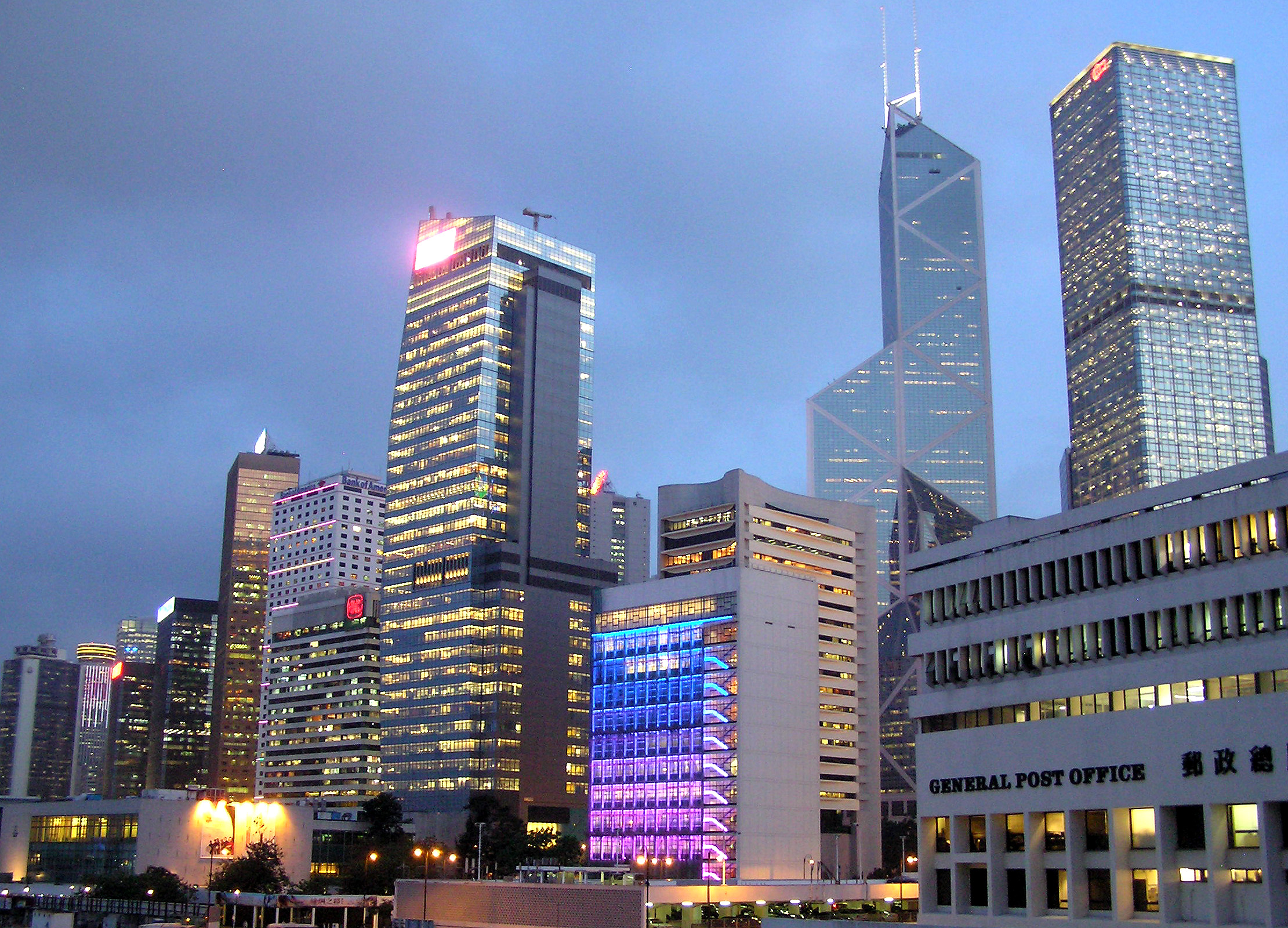
El Ayuntamiento y sus alrededores.

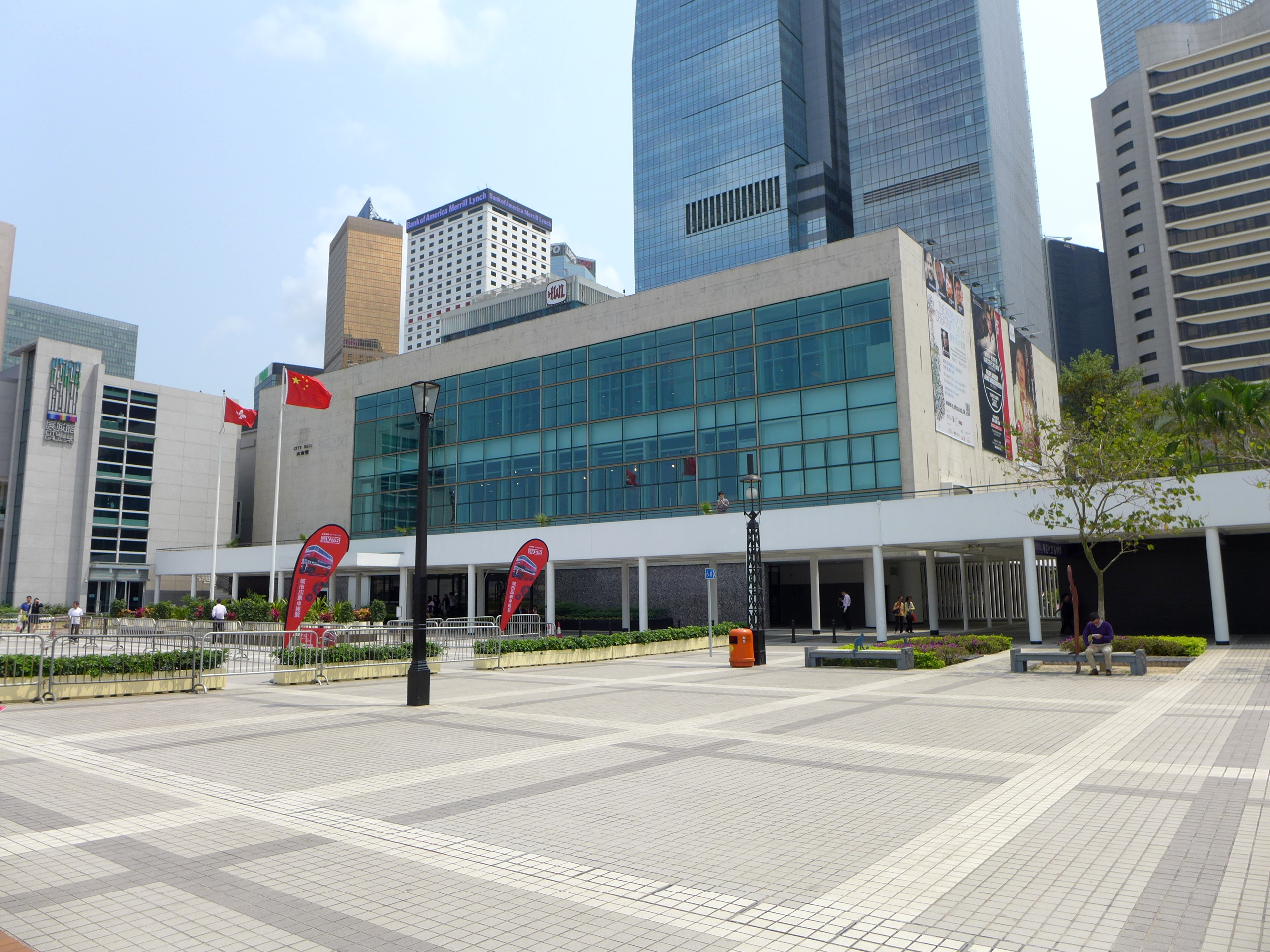
El edificio bajo del Ayuntamiento.

El segundo y actual Ayuntamiento fue construido a principios de la década de 1960 en una parcela de 10 000 m² situada en tierras ganadas al mar, a unos doscientos metros del primer edificio. La ceremonia de puesta de la primera piedra tuvo lugar el 25 de febrero de 1960 con la presencia del gobernador Robert Brown Black, que también presidió la ceremonia oficial de inauguración celebrada el 2 de marzo de 1962. El Ayuntamiento fue colocado bajo la responsabilidad del Consejo Urbano. En 2009 fue declarado edificio histórico de grado I.

### Diseño
El Ayuntamiento de Hong Kong fue diseñado entre 1956 y 1958 por los arquitectos británicos Ron Phillips y Alan Fitch. Con sus líneas claras y formas geométricas sobrias, el nuevo Ayuntamiento es un ejemplo del estilo internacional en boga en la época. La estructura fue construida usando acero y hormigón, y gran parte de las instalaciones son de acero, vidrio y aluminio anodizado.
Los dos edificios que lo conforman y los jardines fueron dispuestos como un conjunto, a lo largo de un eje central. La entrada al edificio más bajo (sala de exposiciones) estaba alineada con el Queen's Pier para dar un sentido ceremonial a los mandatarios de visita. En la fachada del edificio más bajo se encontraba el antiguo escudo de Hong Kong, que fue retirado antes de la transferencia de soberanía en 1997. Un importante objetivo del diseño era yuxtaponer el bullicio de la ciudad al mismo tiempo que se maximizara el acceso público a los alrededores; por ello, las zonas públicas sobredimensionadas de los jardines memoriales y la plaza delantera fueron concebidos como una extensión natural para promover la «libertad de movimiento y un sentido de espacio ilimitado».

### Uso
La función cívica más importante desempeñada por el Ayuntamiento era ser la ubicación ceremonial para el juramento de los sucesivos gobernadores de Hong Kong tras su toma de posesión. Todos los gobernadores desde el 24.º hasta el 28.º prestaron sus juramentos del cargo allí.
El salón de conciertos y el teatro del Ayuntamiento han sido lugares importantes para las artes escénicas de Hong Kong desde su inauguración. Allí se celebran varios eventos culturales, como el Festival de Arte de Hong Kong, el Festival de Arte Asiático, el Festival Internacional de Cine de Hong Kong y el Carnaval Internacional del Arte. La sala de conferencias del antiguo Consejo Urbano se encontraba en el edificio más bajo.
El edificio más alto albergaba antiguamente la biblioteca pública principal de Hong Kong, hasta que en 2001 se inauguró una nueva biblioteca central en Causeway Bay. La galería de arte de Hong Kong (que en 1969 se transformó en el Museo de Arte de Hong Kong) empezó a funcionar en las plantas décima y undécima del Ayuntamiento. El Museo de Historia de Hong Kong se trasladó en 1975, y el Museo de Arte de Hong Kong también se trasladó fuera del Ayuntamiento en 1991.
El jardín memorial del Ayuntamiento, situado en el cuadrante noroeste, entre los dos edificios, es un jardín amurallado en el que se encuentra un santuario de planta dodecagonal que conmemora a los soldados y ciudadanos que perdieron sus vidas en la defensa de Hong Kong durante la Segunda Guerra Mundial. Es un lugar popular y telón de fondo habitual de las fotografías de las parejas que celebran su matrimonio en el registro del Ayuntamiento. Dentro del santuario están incrustados cuadros de honor y placas conmemorativas a las unidades que lucharon en Hong Kong durante la Segunda Guerra Mundial (1941–1945). En las paredes del santuario también están inscritos ocho caracteres chinos que evocan el espíritu eterno de los valientes y los caídos. Las puertas de entrada al jardín muestran los emblemas de regimiento del Cuerpo de Defensa de Voluntarios de Hong Kong y del Regimiento Real de Hong Kong.
El complejo también incluye un aparcamiento de automóviles de tres plantas, con 171 plazas de estacionamiento, que también fue diseñado por los arquitectos Ron Phillips y Alan Fitch.

## Instalaciones

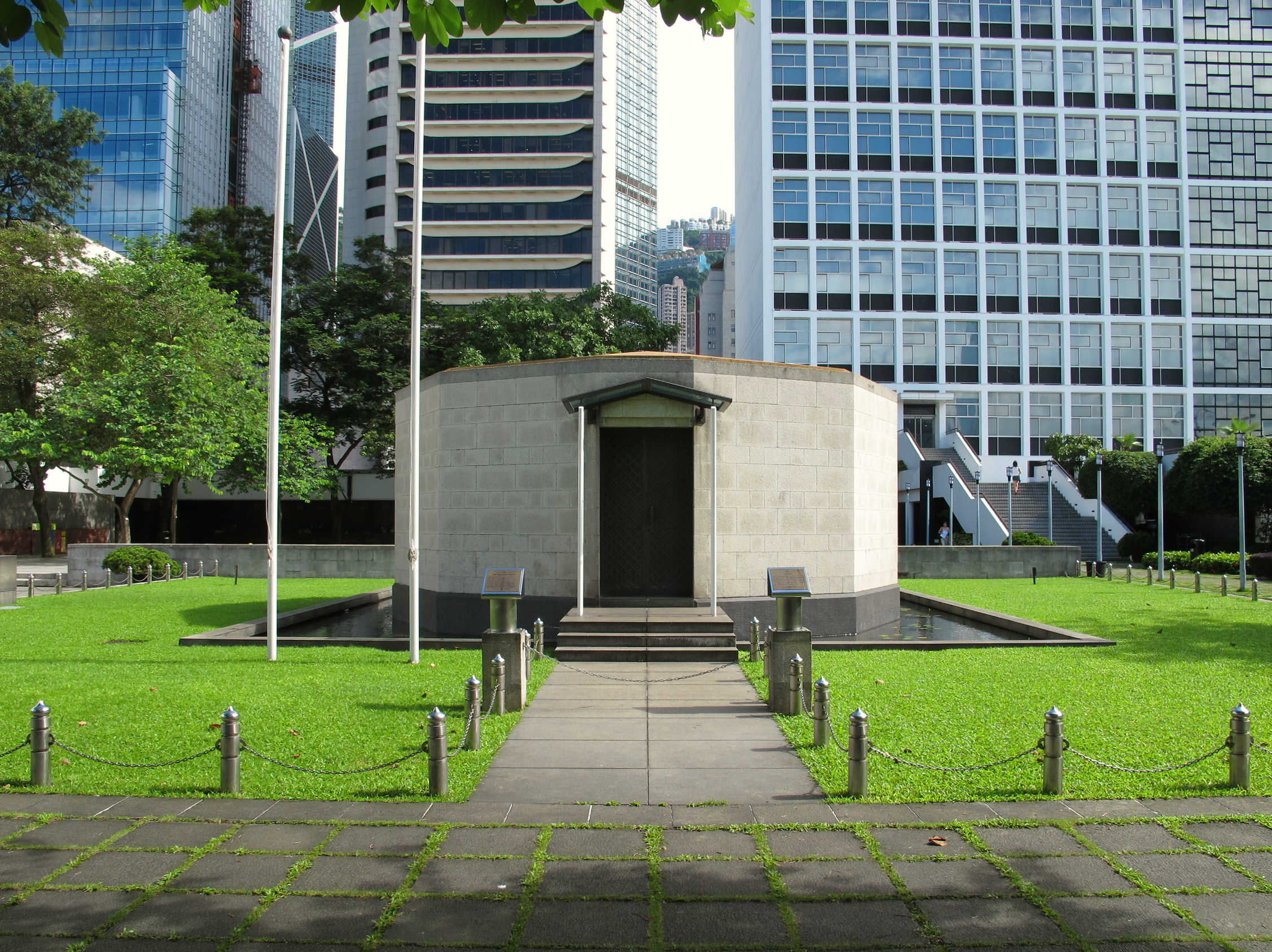
El santuario memorial de guerra en el jardín.

El actual complejo del Ayuntamiento se compone de dos edificios, un jardín y un aparcamiento de tres plantas. En el jardín se encuentra el santuario memorial de la Segunda Guerra Mundial.
El edificio alto tiene doce plantas y está en la esquina suroeste. Alberga varias instalaciones públicas, incluidas:
- La biblioteca pública del Ayuntamiento, que antiguamente fue la biblioteca central de Hong Kong, en las plantas novena a la undécima.
- La galería de exposiciones, de 24 m².
- La sala de recitales, con 111 asientos.
- Dos salas de comité de cuarenta asientos, en la séptima planta.
- El registro de matrimonios, en la primera planta.
- El restaurante de comida rápida MX, gestionado por Maxim's Catering.

El edificio bajo tiene tres plantas y se encuentra en el lado este, con las siguientes instalaciones:
- La sala de conciertos, con 1434 asientos y 60 plazas de pie en el entresuelo.
- Restaurantes y una cafetería, gestionados por Maxim's Catering, de cocina continental (Deli and Wine), china (City Hall Maxim's Palace) y europea (City Hall Maxim's Café).
- La taquilla URBTIX.
- La sala de exposiciones, de 590 m².
- El teatro, con 463 asientos.